# Trimeresurus salazar
Trimeresurus salazar — вид змій з роду Куфія родини Гадюкові. Сестринський до виду Trimeresurus septentrionalis, від якого відрізняється зокрема тим, що має від оранжевого до червонуватого забарвлення смугу, яка проходить від нижньої межі ока до задньої частини голови у самців. Новий вид названий на честь Салазара Слизерина.